# 碧仙桃路

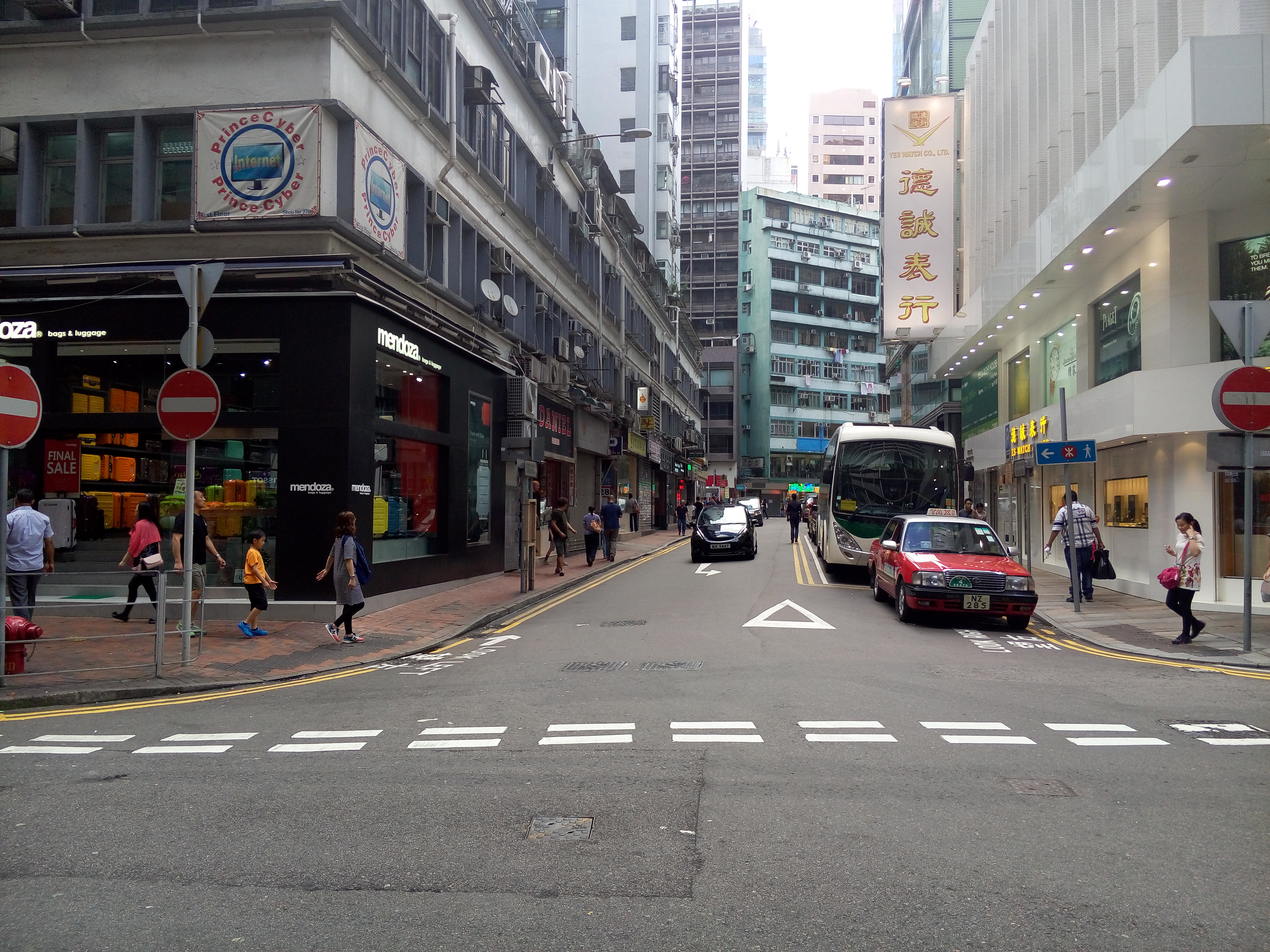
碧仙桃路

碧仙桃路（英語：Bristol Avenue），是香港九龍尖沙嘴的一條馬路，連接加拿分道和麼地道。碧仙桃路的西面是著名的美麗都大廈（正門在彌敦道），路的東北面是大型商場K11（K11的入口在碧仙桃路與加拿分道交界），是年輕人聚集的熱門地方之一。

## 历史
碧仙桃路這個名字源自英國西南部城市碧仙桃（Bristol）。布里斯圖市内有兩所大學，分別為布里斯圖大學(University of Bristol)和西英格蘭大學(University of the West of England)。街道命名原自港英時代(1984-1997)，由政府命名，這時期政府命名的街道大多使用著名的官員或名人的名字作名稱。但由於早年英文與中文翻譯上的問題，「布里斯圖」被音譯為「碧仙桃」。